# Mähring
Mähring là một đô thị ở huyện Tirschenreuth bang Bayern, Đức.